# Museo del Jurásico de Asturias
El Museo del Jurásico de Asturias (MUJA) es un museo paleontólogico y centro de investigación español que se encuentra en la rasa costera de San Telmo, entre las localidades asturianas de Colunga y Lastres, donde se han encontrado vestigios de dinosaurios que habrían poblado la región hace unos 150 millones de años, durante la última parte del Jurásico.
Aunque las exposiciones del MUJA se centran en fósiles y reconstrucciones de dinosaurios y otros organismos que habitaron en su entorno durante el Mesozoico (Triásico, Jurásico y Cretácico), también se ofrece información sobre los períodos Paleozoico y Cenozoico.

## Edifício
El edificio, obra del arquitecto Rufino García Uribelarrea, tiene la estructura externa del contramolde de una huella de dinosaurio tridáctila. Cada «dedo» se corresponde con cada uno de los tres periodos de la Era Mesozoica.
Se trata de una estructura de madera formando un entramado de arcos que, vistos desde el interior, simulan las costillas de los dinosaurios.

## La costa de los dinosaurios
El MUJA se encuentra en un punto de la denominada costa de los Dinosaurios. Este sector del litoral asturiano, que discurre desde Gijón hasta Ribadesella, guarda los vestigios de seres extintos que poblaron la región hace unos 150 millones de años, durante la última parte del Jurásico.
A lo largo de este tramo de costa pueden visitarse nueve yacimientos de icnitas de dinosaurios, protegidos por ley como monumentos naturales.
Los hallazgos más grandes de la Costa de los Dinosaurios son: la huella de un terópodo de 82 cm de longitud, y las icnitas más pequeñas de saurópodos, de unos 12 cm de longitud.

## Fondos del museo
La colección principal del MUJA se centra en unos 8000 fósiles del Jurásico asturiano. Dividida en cuatro secciones, una contiene 150 vestigios de la costa; otra tiene 200 fósiles de dinosaurios, cocodrilos, peces y tortugas; la tercera tiene 103 fósiles vegetales y once fragmentos de troncos de árboles; y la última tiene aproximadamente 6000 fósiles de invertebrados. Un módulo explica la historia geológica de Asturias, centrándose en la Costa Jurásica y los niveles marinos que formaron la ciudad de Gijón. Algunas de las réplicas incluyen una pareja de Tyrannosaurus rex en posición de apareamiento, así como un Giganotosaurus argentino, uno de los dinosaurios carnívoros más grandes conocidos. También se presenta un Deinonychus de garras grandes. Los especímenes de Quintueles, Oles y Tazones se encuentran en el MUJA.
Las colecciones del museo, provenientes de los hallazgos costeros, también incluyen 255 especímenes de icnitas de dinosaurios. Martin Lockley, paleontólogo de la Universidad de Colorado en Denver, afirma que «la colección de icnitas del MUJA es una de las más completas del mundo».
Algunos de los especímenes de vertebrados que se exhiben en el museo son un esqueleto incompleto de un cocodrilo marino, un fragmento de la mandíbula de un pequeño ictiosaurio, un espécimen del cúbito de un braquiosáurido de 1,25 m de largo, el esqueleto parcial de un estegosaurio, varios huesos de plesiosaurios, restos óseos de tortugas marinas (incluidos varios caparazones) y especímenes parciales de varios peces. También se exhiben plantas fósiles del Jurásico.

## Exposición permanente
El edificio consta de tres grandes áreas, cada una de las cuales está dedicada a uno de los periodos en los que se divide el Mesozoico: Triásico, Jurásico y Cretácico.
A lo largo del recorrido por la exposición, se ofrece información sobre distintos aspectos de la vida de los dinosaurios, organismos que aparecieron hace unos 230 millones de años, extinguiéndose, en su mayoría, hace 66 millones de años.
El conjunto se complementa con tres módulos más: uno dedicado a explicar la historia geológica del Jurásico de Asturias y sus yacimientos de fósiles, y los dos restantes a diversos aspectos sobre la vida y los ecosistemas terrestres en las etapas anterior y posterior a la época de los dinosaurios.
En la exposición, el museo alberga un montaje único en el mundo: la réplica de los esqueletos de dos Tyrannosaurus rex, macho y hembra, en posición de apareamiento.

### Sala del Triásico
En la sala del Triásico, se exhiben dinosaurios tal como aparecieron por primera vez en el período Triásico , hace entre 251 y 200 millones de años. Los dinosaurios recreados y fácilmente identificables que se exhiben aquí tienen huesos y huellas o icnitas. También se muestran gastrolitos (piedras que algunos dinosaurios ingerían para triturar la comida en sus estómagos), coprolitos (excrementos fosilizados), huevos y nidos. El dinosaurio Plateosaurus es el más grande que se exhibe aquí.

### Sala del Jurásico
El período Jurásico, que representa el período intermedio del Mesozoico, de hace 200 a 145 millones de años, considerado el período de mayor esplendor de los dinosaurios, se representa en la sala Jurásica, que alberga grandes saurópodos. La exhibición ofrece una representación única mediante un cladograma que define las características de los principales grupos del período. La información expuesta se relaciona con características anatómicas como el peso, la unión del cuello, la musculatura del brazo, el sistema circulatorio y el tamaño relativo del cráneo.

### Sala del Cretácico
Esta sala representa el Cretácico, último período de la era Mesozoica, de hace 145 a 66 millones de años. Las exposiciones se centran en los hábitos biológicos y sociales de los dinosaurios y las razones de su extinción al final del mismo, atribuidas a meteoritos, erupciones volcánicas e intensos cambios geográficos y climáticos. La evolución de las aves, consideradas terópodos a partir de dinosaurios no aviares, está representada por el Archaeopteryx (un ave prehistórica) y dinosaurios como el Deinonychus o el Dromaeosaurus.
En 2006 el número de los restos rondaban los 8000 fósiles divididos en icnitas (150), restos de vertebrados (200), fósiles vegetales (103) y fragmentos de troncos (11) y elementos de invertebrados (más de 6000).

## Galería de imágenes

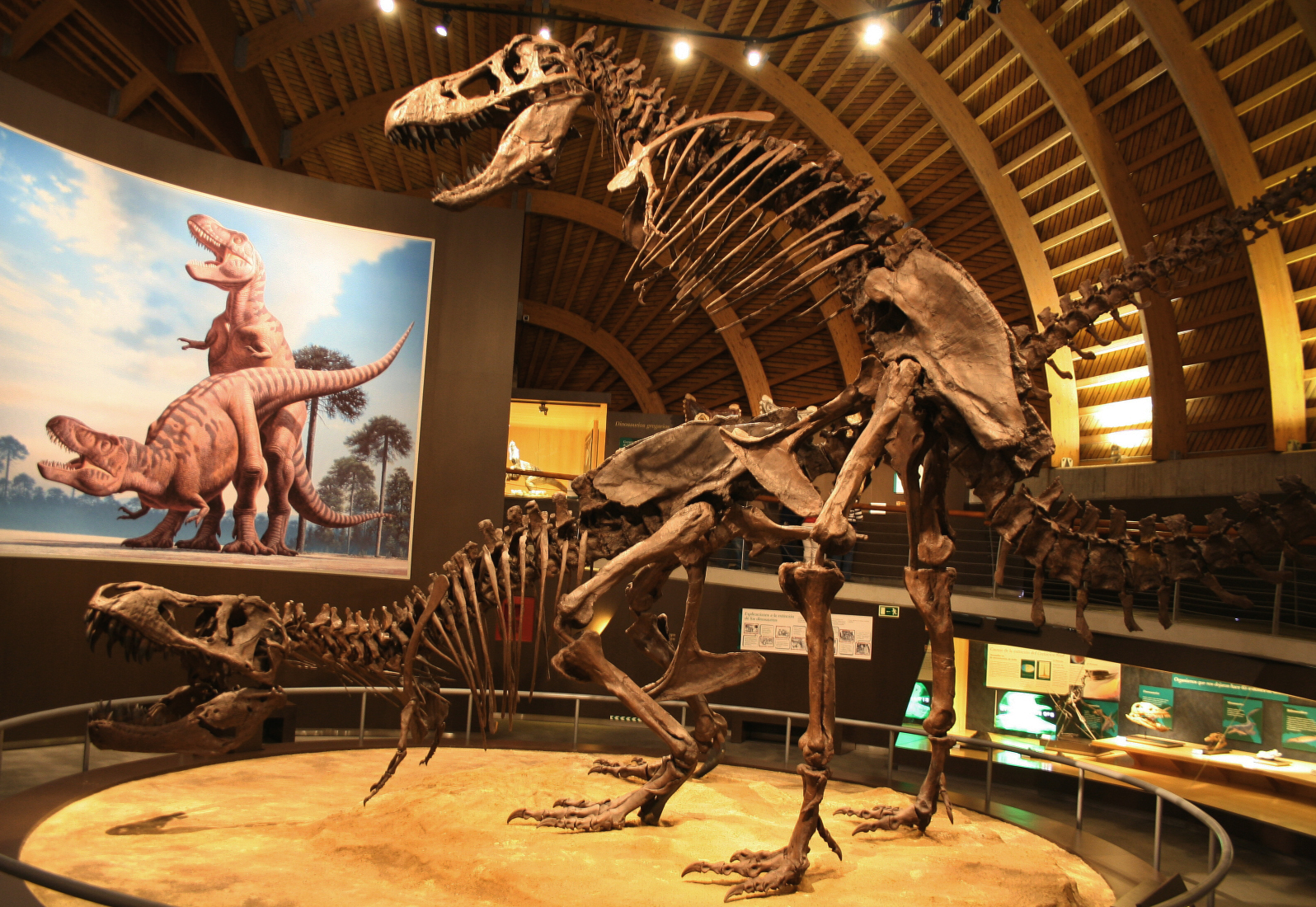
Réplica de esqueletos de tiranosaurios, macho y hembra, en posición de apareamiento
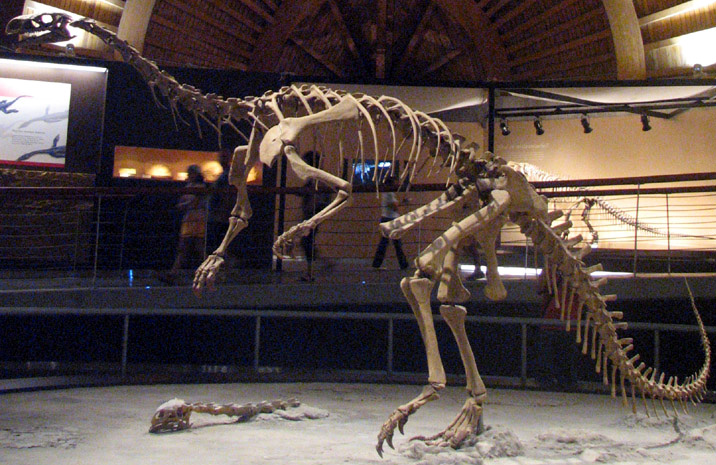
Interior del museo
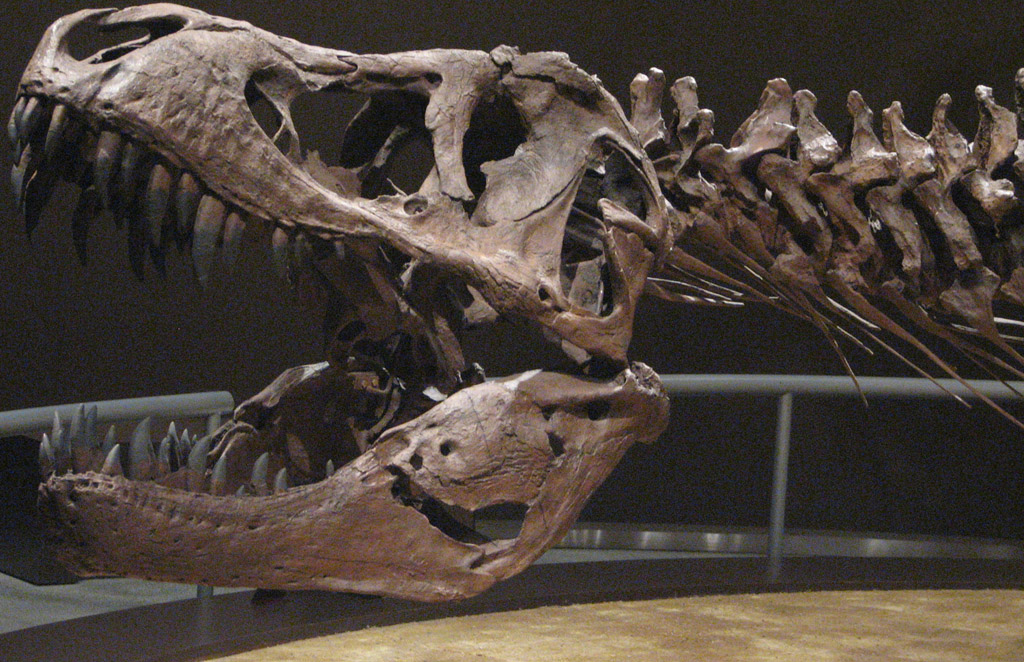
T. rex en el MUJA.
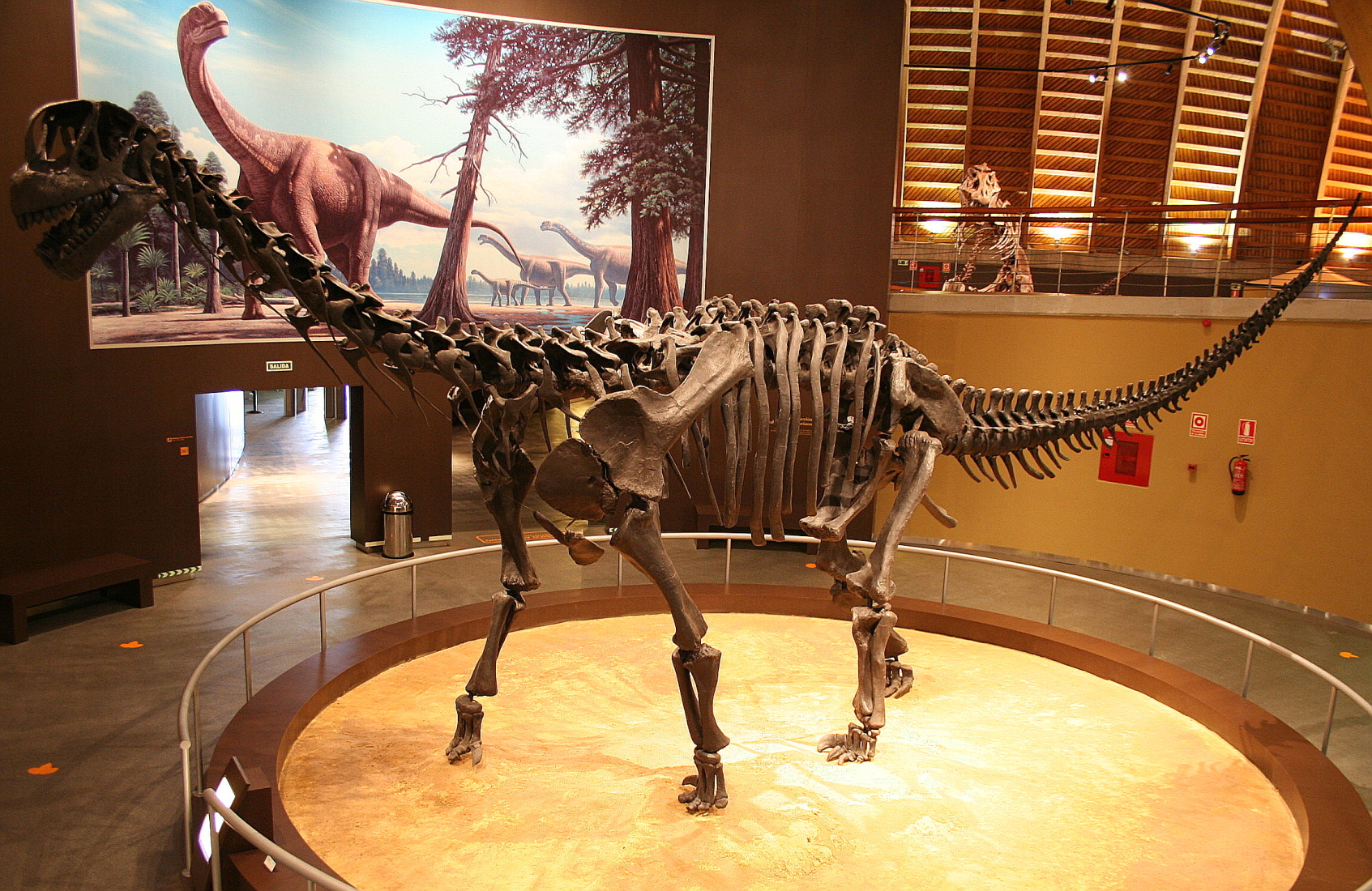
Esqueleto de un Camarasaurus reconstruido.
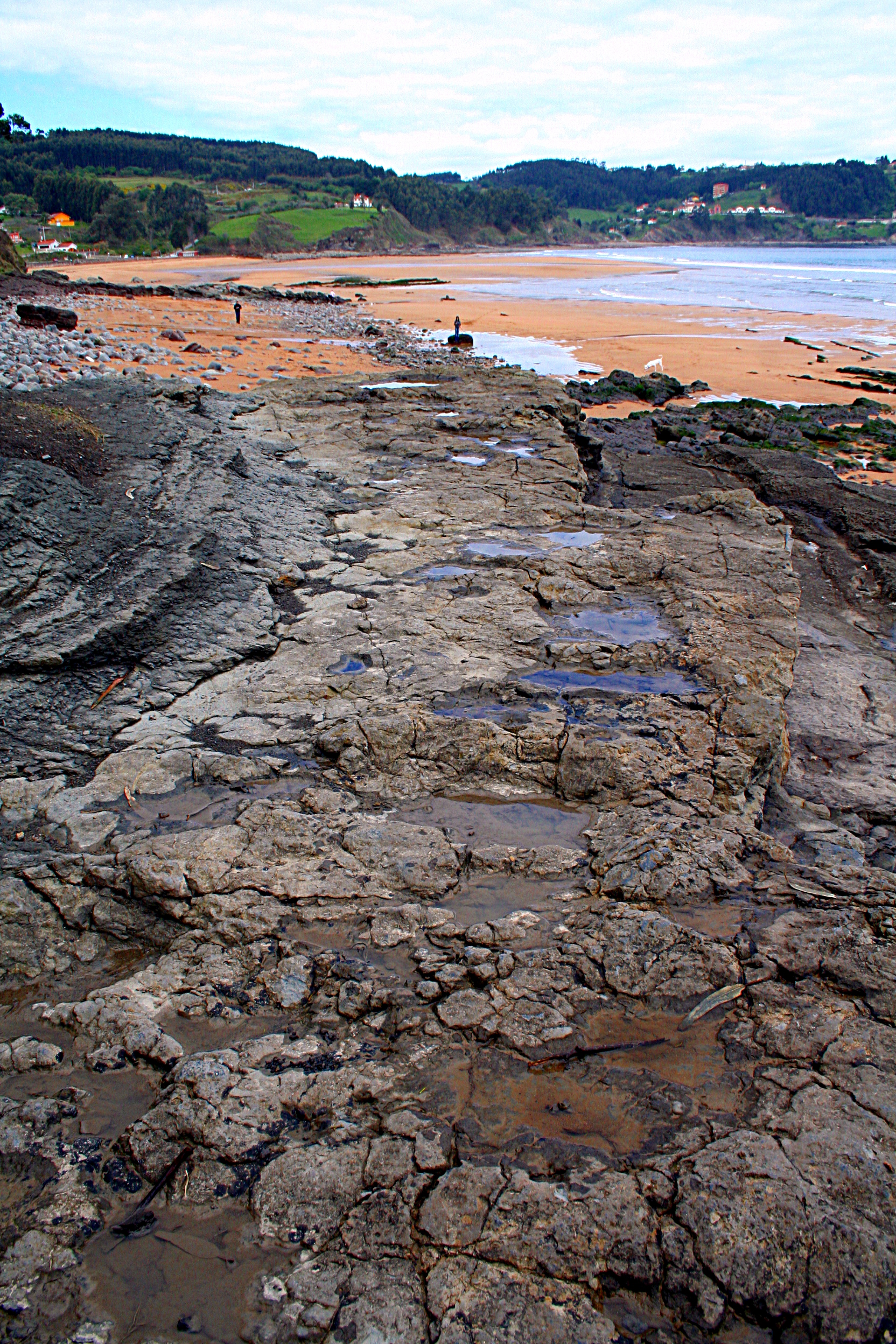
Huellas de dinosaurios saurópodos en la playa La Griega, próximas al MUJA.
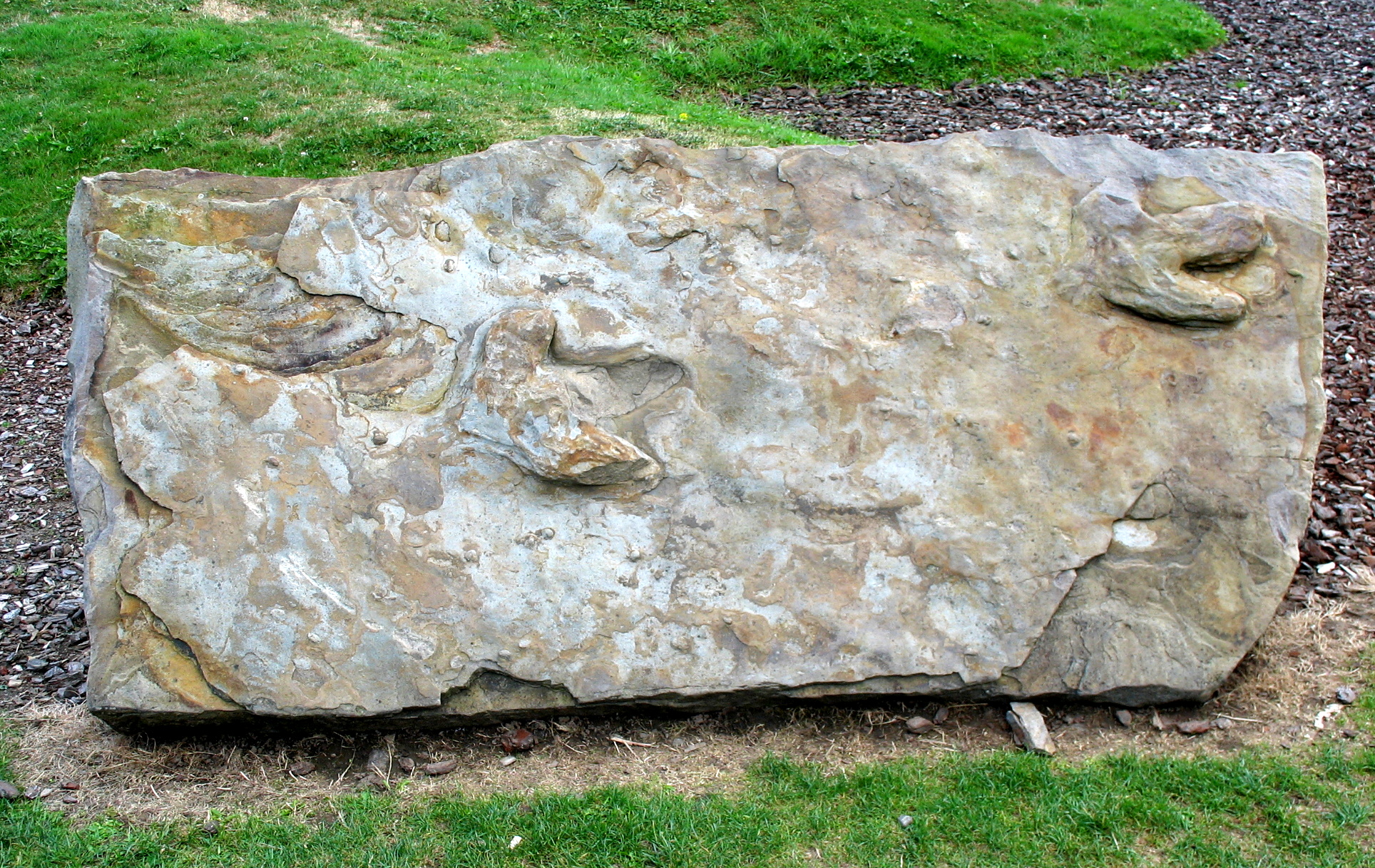
Icnitas tridáctilas en el exterior del Museo
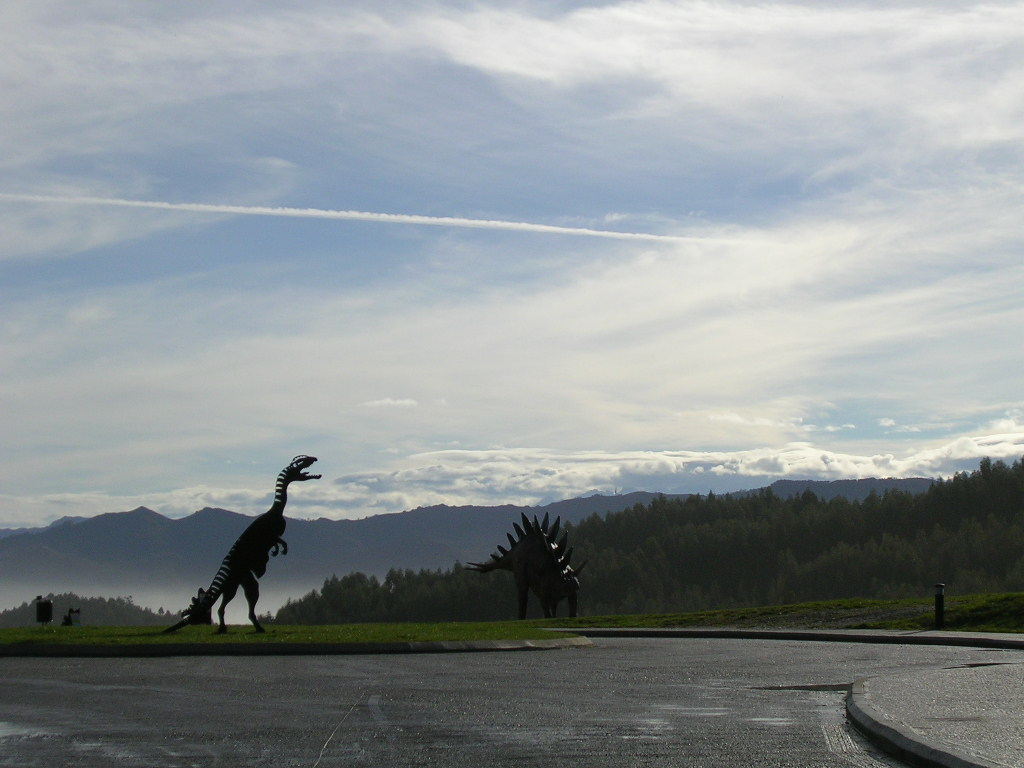
Recreación de un Dilophosaurus en el exterior del MUJA.
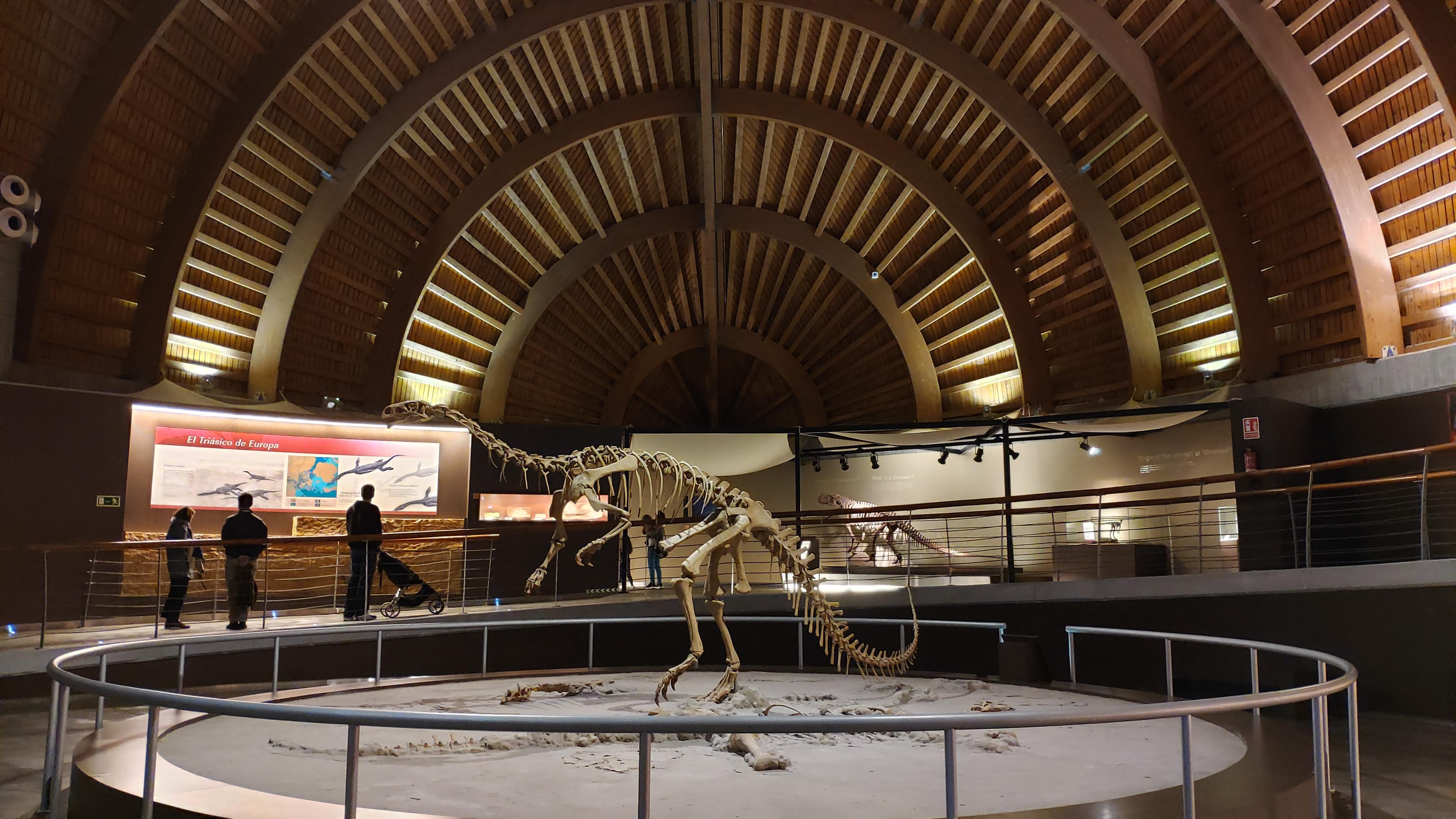
Vista general de una de las salas.